# Busójárás

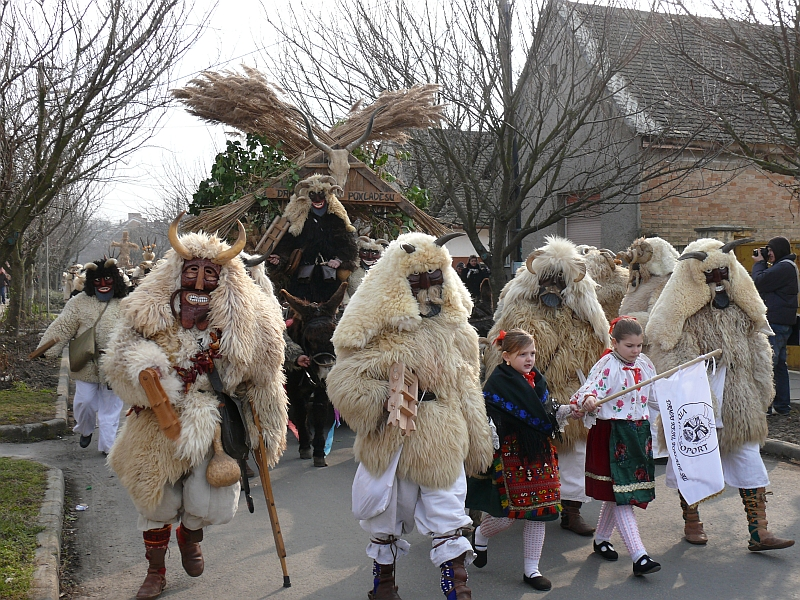
Straßenumzug in Mohács beim Busójárás 2009

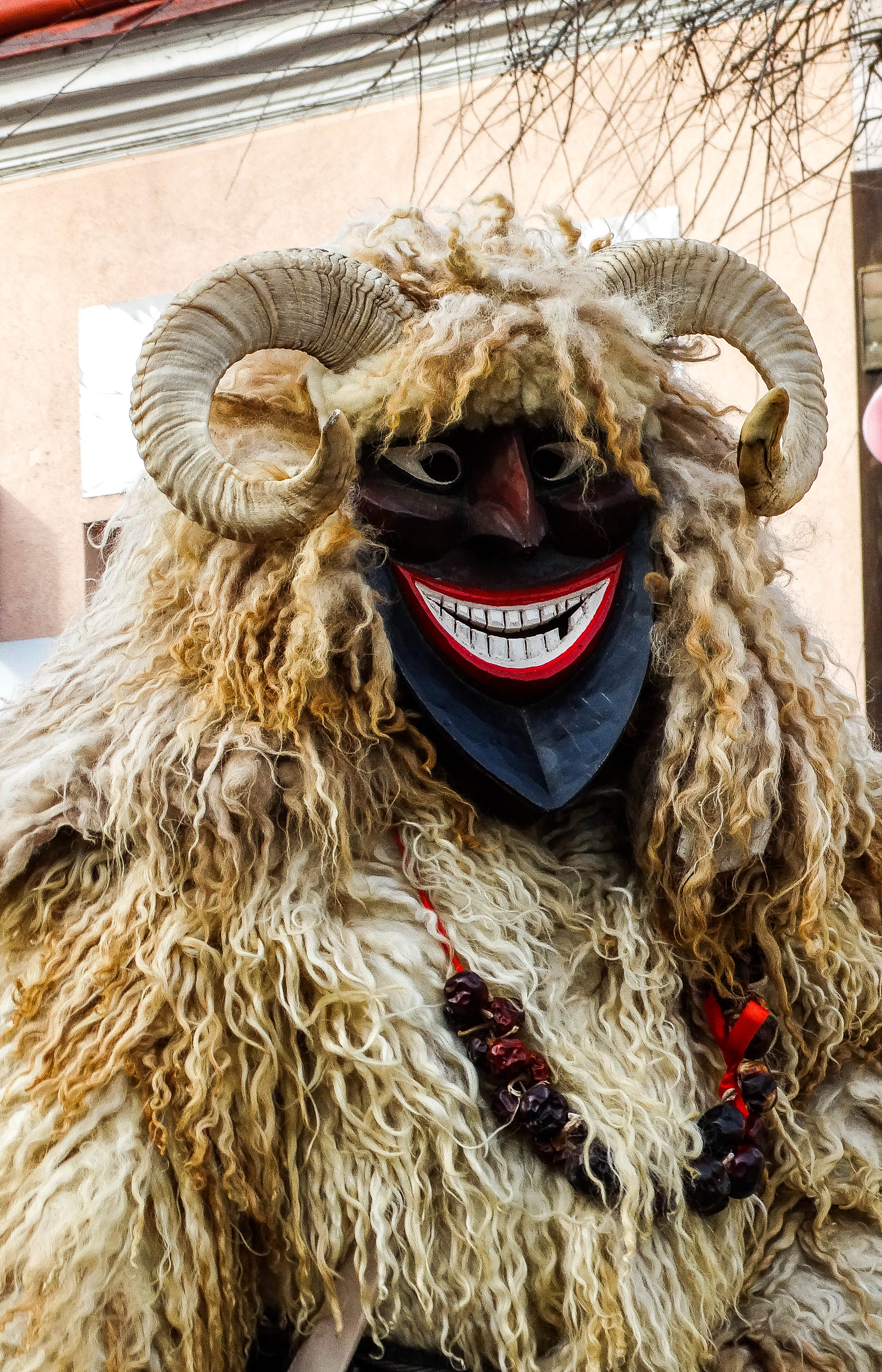
Porträt eines Busó

Als Busójárás werden die insgesamt sechs Tage andauernden Feierlichkeiten zum Ende des Faschings (ung. farsang) in Mohács im Süden Ungarns bezeichnet. Sie sind vor allem durch die mit geschnitzten Holzmasken und Fellen verkleideten Busós bekannt. Seit 2009 ist der Busójárás Teil der Repräsentativen Liste des immateriellen Kulturerbes der Menschheit der UNESCO.

## Herkunft und Geschichte

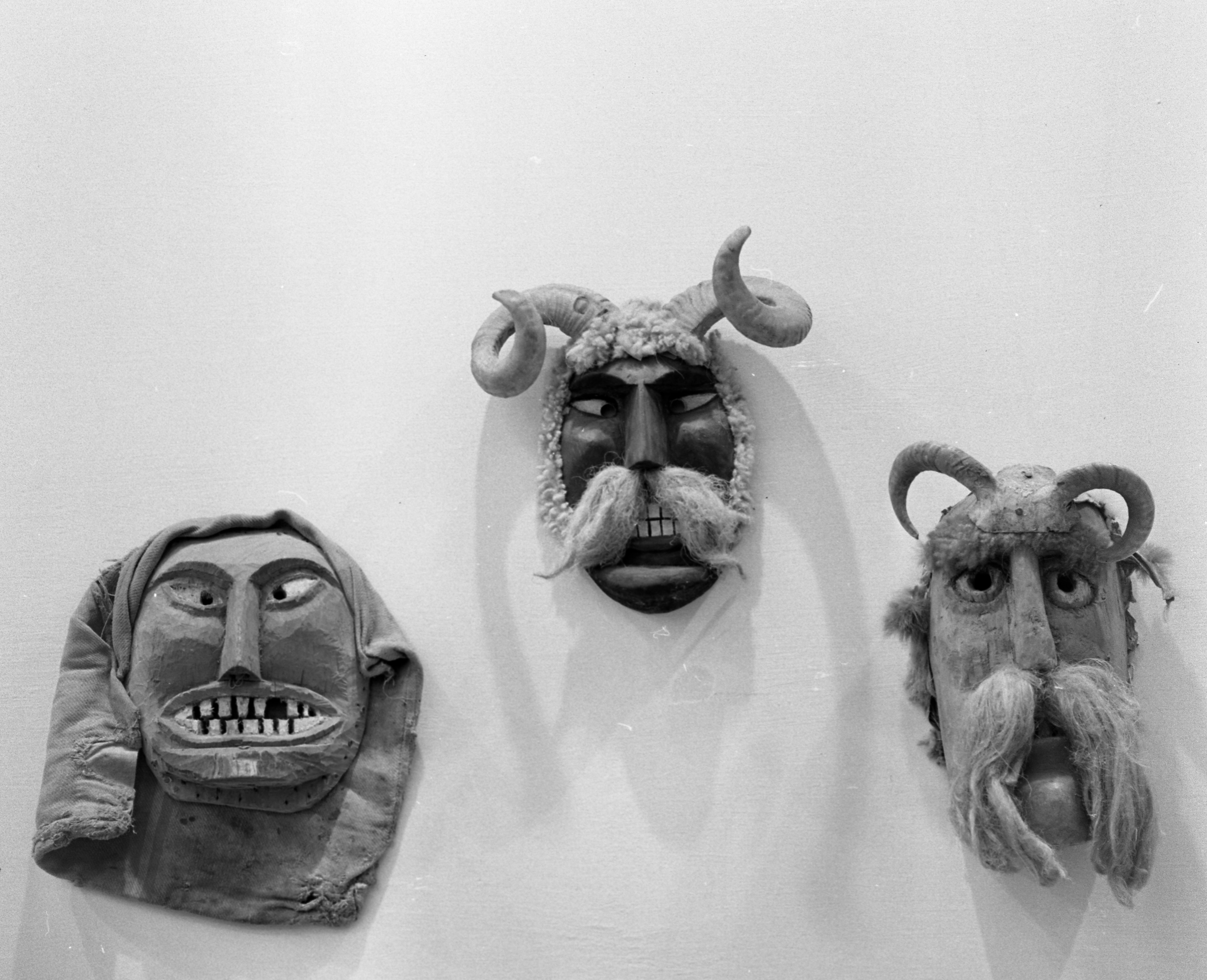
Busó-Masken (1973)

Der Legende zufolge geht der Busójárás auf die Belagerung Ungarns durch die Osmanen zurück, die nach der Schlacht bei Mohács 1526 auch Mohács eingenommen hatten. Die Šokci, die in die Sümpfe auf der linken Donauseite geflohen seien, hätten eines Nachts mit dem Boot die Donau überquert und die osmanischen Truppen mit furchteinflößenden Masken und Lärm wieder aus dem Ort vertrieben. Allerdings siedelte sich die kroatische Minderheit der Šokci (ung. Sokác) erst nach dem Ende der osmanischen Herrschaft Ende des 17. Jahrhunderts in Mohács an. Dabei brachte sie vermutlich das Brauchtum mit, das sich im Laufe der Zeit zur heutigen Form des Busójárás entwickelte.
Der erste Beleg für Faschingsfeierlichkeiten in Mohács stammt aus dem Jahr 1783, auch wenn Masken und Busós zu diesem Zeitpunkt noch nicht erwähnt wurden. Ursprünglich handelte es sich um ein Fruchtbarkeitsritual und die Austreibung böser Geister, wobei die Teilnehmer von Haus zu Haus zogen. Erst ab Ende des 19. Jahrhunderts ist der Straßenumzug, ab 1912 auch der Name Busójárás in der Presse belegt. Nach dem Ersten Weltkrieg entwickelte sich der Sonntagsumzug des Busójárás zu einer Attraktion, die mehrere Tausend Besucher aus der Umgebung anzog; die Busó-Masken waren nun fester Bestandteil der Verkleidung. Bereits Ende der 1920er-Jahre nahm die Zahl der Busós jedoch deutlich ab, bevor sie nach dem Zweiten Weltkrieg fast vollständig verschwanden. Vom Fasching blieb nur der Ball des „Šokci-Lesekreises“ (Sokác Olvasókör) übrig.
Im Jahr 1955 drehten Anna Raffay und István Szőts in Mohács einen Film über den Busójárás, der allerdings nicht fertiggestellt wurde. Stattdessen entstanden zwei Kurzfilme, die dennoch ein neues Interesse an der Tradition weckten. Auch die kommunistische politische Führung sah im Wiederaufleben des Faschings in Mohács eine Chance, eine unpolitische Folklore zu etablieren und die Beziehungen zu Jugoslawien zu verbessern. Ab den 1960er-Jahren fand der Busójárás wieder organisiert statt, 1965 berichtete die lokale Presse bereits von 5000 inländischen und etwa genauso vielen ausländischen Besuchern.
Nach dem Ende des Kroatienkrieges wurde die Tradition des Busójárás in den 2000er-Jahren auch in einigen von Šokci bewohnten Orten jenseits der ungarisch-kroatischen Grenze wiederbelebt. So nehmen am Mohácser Umzug nun auch Gruppen aus Draž und dessen Ortsteil Topolje teil, während einige Busó-Gruppen aus Mohács am Montag Orte in Kroatien besuchen.
Heute besuchen jährlich etwa 50.000 Touristen, vor allem aus der näheren Umgebung, den Busójárás.

## Ablauf
Der Busójárás beginnt am Donnerstag vor Aschermittwoch mit dem Kinderfasching (kisfarsang), der auch einen Kostümwettbewerb umfasst. Am Freitag folgen die offizielle Eröffnungszeremonie und eine Handwerksausstellung, am Samstag gedenken die Busó-Gruppen gemeinsam der zahlreichen Ereignisse in der Geschichte Mohács'.

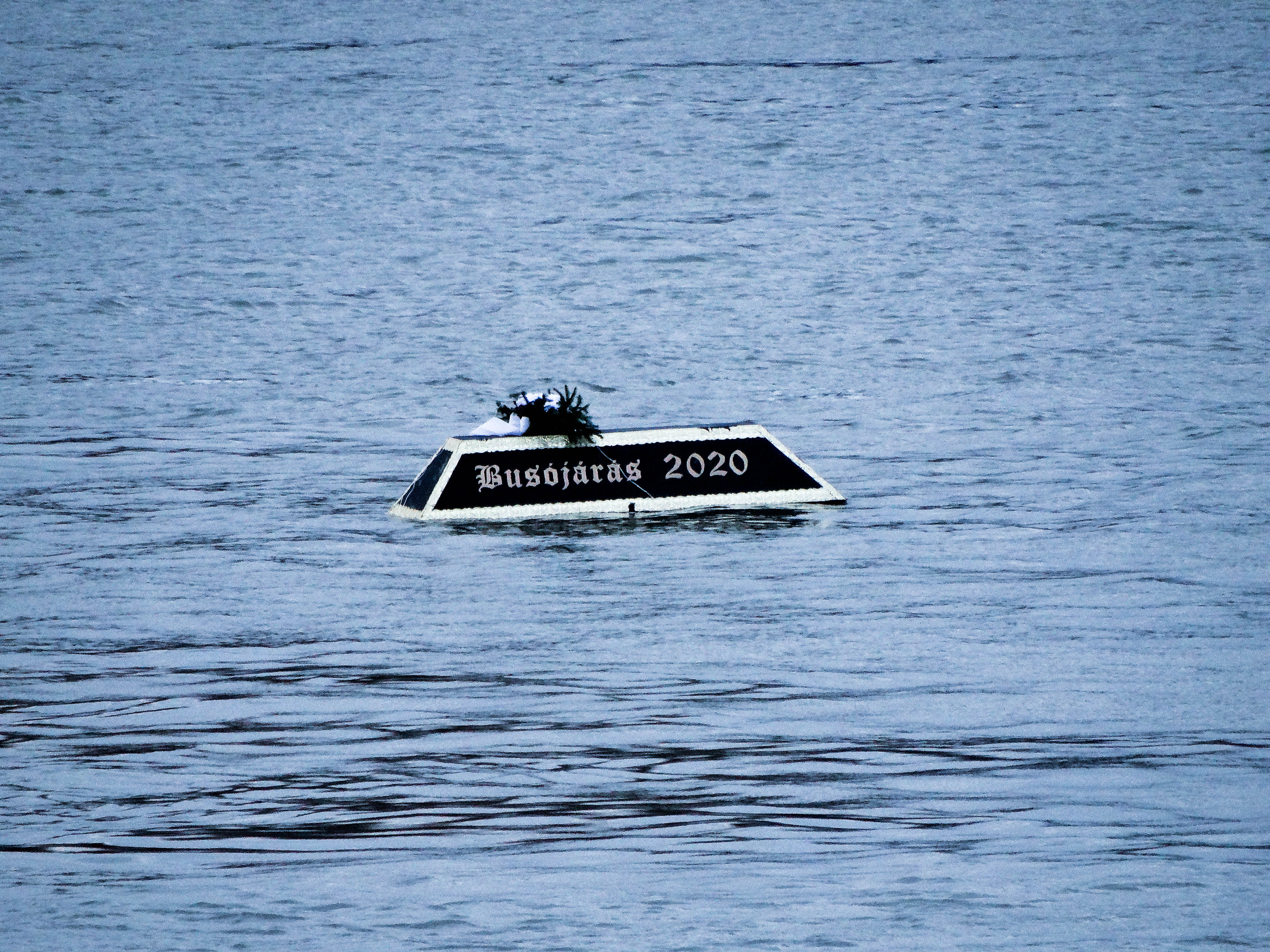
Der Sarg wird über die Donau gelassen

Der Höhepunkt der Feierlichkeiten ist der Umzug der Busó-Gruppen am Sonntag. Die Busós setzen zunächst mit Ruderbooten von Újmohács über die Donau nach Mohács über und ziehen anschließend mit selbst gestalteten Wägen vom Kóló tér im ehemaligen Šokci-Viertel zum Hauptplatz der Stadt (Széchényi tér). Dabei teilen die mit Kuhglocken läutenden Busós Wein, Pálinka und Faschingskrapfen (Fánk) mit den Zuschauern. Außerdem „entführen“ sie Frauen aus der Zuschauermenge. Am Nachmittag wird ein Sarg, der den Winter symbolisiert, über die Donau gelassen, bevor nach Einbruch der Dunkelheit ein großes Feuer im Stadtzentrum entzündet wird. Der Tanz um das Feuer wird von Tambura- und Sackpfeifen-Spielern begleitet.
Am Montag ziehen die Busós vor allem im ehemaligen Viertel der Šokci von Tür zu Tür und feiern mit Familie und Freunden zu Hause oder in Restaurants. Den Abschluss der Feierlichkeiten stellt schließlich das die „Beerdigung des Faschings“ (farsangtemetés), das symbolische Verbrennen des Sarges – und damit des Winters – am Faschingsdienstag dar.

## Teilnehmer

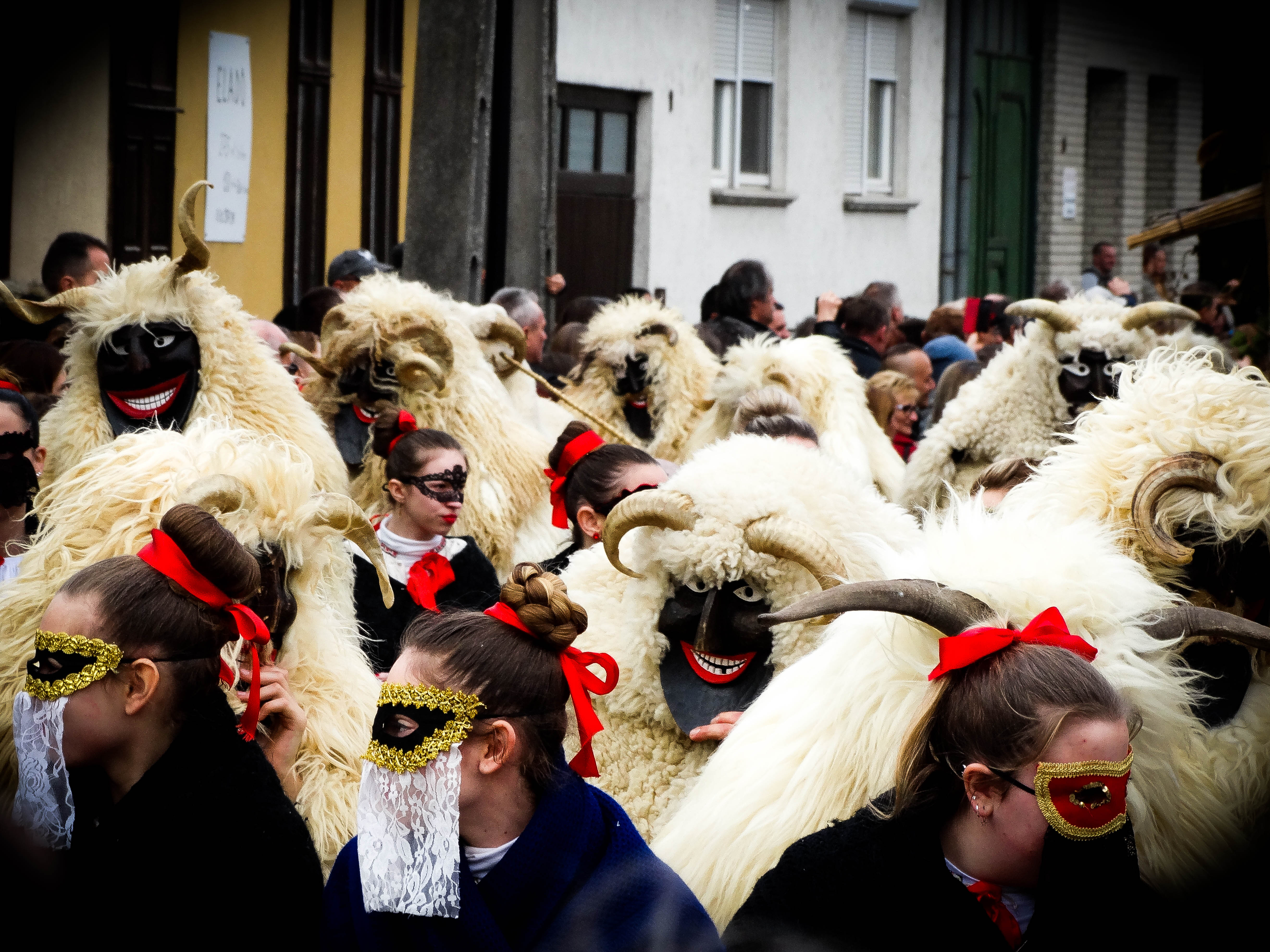
Busós und Maskenträgerinnen

Die zentralen und bekanntesten Figuren des Busójárás sind die namensgebenden Busó. Dabei handelt es sich um Personen, die eine geschnitzte Holzmaske und spezielle Lederschuhe (bocskor) tragen und in einem Schafsfell sowie einer lockeren, weißen Hose gekleidet sind. Das Fell wird mit einer Schnur oder einer Kette zusammengebunden, an der die Kuhglocken befestigt sind. Weitere typische Accessoires sind eine Klapper, ein Hammer und ein langes Horn.
Die Busós sind in etwa 20 unabhängigen Gruppen organisiert, die jeweils zwischen zehn und 70 Mitglieder haben und das ganze Jahr über aktiv sind. Insgesamt nehmen 500 bis 600 Busós am Busójárás teil (Stand: 2009). Unter den Teilnehmern sind heute nicht mehr ausschließlich Šokci, sondern auch Ungarn und Angehörige anderer Minderheiten (Ungarndeutsche, Serben).
Neben den Busó gibt es weitere Formen der Verkleidung, zum Beispiel Teufel, Hexen und Jankele. Letztere sind vor allem Jungen, die in Lumpen gekleidet sind und einen Beutel mit Asche, Mehl oder Lappen bei sich tragen. Damit sollen sie verhindern, dass die Busós demaskiert oder anderweitig erkannt werden. Weitere Teilnehmer (männliche und weibliche) tragen die traditionelle Kleidung der Šokci und Karnevalsmasken.